# After School (EP)
After School es el cuarto extended play de la cantante estadounidense Melanie Martinez. Fue lanzando a través de Atlantic Records el 25 de septiembre de 2020. La canción «The Bakery» se lanzó como primer sencillo junto al lanzamiento del EP. En enero de 2020, Martinez anunció a través de una historia de Instagram que lanzaría un EP de siete canciones relacionado con K-12 en algún momento de la primavera de 2020. También confirmó que incluiría la pista desechada de K-12 "Fire Drill" y "Copy Cat". ”, su colaboración con Tierra Whack. Melanie inicialmente cambió la lista de canciones para que contuviera 6 canciones y finalmente decidió quedarse con 7 canciones en julio de 2020, con los sencillos originales “Fire Drill” y “Copy Cat” eliminados de la lista de canciones.

## Antecedentes
En una entrevista concedida a la revista V en septiembre de 2019, Martínez declaró que ella lanzaría canciones que estuvieran en la línea de su anterior álbum, K-12, pero que las canciones serían "más personales y más vulnerables". El 7 de enero de 2020, Martínez anunció a través de sus historias de Instagram que lanzaría un EP titulado After School que estaría unido a la era K-12. En un principio, estaba previsto que el EP saliera a la venta en algún momento de la primavera de 2020. Martinez también anunció anteriormente que tenía planeadas dos películas más, ambas acompañadas de álbumes, pero aún no ha anunciado la participación de After School.
El 9 de febrero de 2020, Martínez confirmó a través de sus historias de Instagram que el EP saldría en primavera, pero se retrasó al 25 de septiembre, y que una canción con "uno de [sus] artistas  [sic] favoritos" saldría "antes de lo que pensáis". Al día siguiente, el 10 de febrero, lanzó el single independiente "Copy Cat", con la rapera y compositora estadounidense Tierra Whack. La canción iba a ser originalmente el sencillo principal del EP, pero se eliminó de la lista final de canciones.[cita requerida]
El 15 de septiembre de 2020, Martínez publicó una foto surrealista en Instagram de ella en un nido con dos huevos, con una leyenda que dice; "Holdin 'en estos huevos hasta que estén listos para ser eclosionados la próxima semana", burlándose de que el EP sería lanzado la semana siguiente. En una entrevista con Idolator, Martínez expresó su interés en hacer un vídeo musical para "Test Me", diciendo que escribió una idea para el vídeo y que "todo depende de cuánto conecte la gente con él".

## Lista de canciones
| After School |                 |                                                                                                   |                |          |  |
| N.º          | Título          | Escritor(es)                                                                                      | Productor(es)  | Duración |  |
| 1.           | «Notebook»      | {{lista Melanie Martinez Michael Keenan}}                                                         | Michael Keenan | 2:31     |  |
| 2.           | «Test Me»       | Martinez y Keenan                                                                                 | Keenan         | 2:55     |  |
| 3.           | «Brain & Heart» | Martinez, Keenan, Rodney Jerkins, Fred Jerkins III, LaShawn Daniels, Cory Rooney y Jennifer Lopez | Keenan         | 3:23     |  |
| 4.           | «Numbers»       | Martinez y Keenan                                                                                 | Keenan         | 4:39     |  |
| 5.           | «Glued»         | Martinez y Keenan                                                                                 | Keenan         | 3:13     |  |
| 6.           | «Field Trip»    | Martinez y Keenan                                                                                 | Keenan         | 3:01     |  |
| 7.           | «The bakery»    | Blake Slatkin y Martinez                                                                          | Slatkin        | 2:35     |  |
| 22:17        |                 |                                                                                                   |                |          |  |

Notas
- «Brain & Heart» contiene una interpolación de la canción «If You Had My Love» de Jennifer Lopez.[11]

## Personal
Créditos adaptados de Tidal
Músicos
- Melanie Martinez – artista principal, compositora (todas las  canciones)
- Michael Keenan – compositor, productor (canciones 1-6)
- Blake Slatkin – compositor, productor (canción 7)
- Rodney Jerkins – compositor (canción 3)
- Fred Jerkins III – compositor (canción 3)
- LaShawn Daniels – compositor (canción 3)
- Cory Rooney – compositor (canción 3)
- Jennifer Lopez – compositora (canción 3)

Técnicos
- Randy Merrill – masterización (todas las canciones)
- Mitch McCarthy – mezclas (todas las canciones)

## Posicionamiento en listas
| Lista (2020)                   | Mejor posición |
| ------------------------------ | -------------- |
| Australia (ARIA)               | 63             |
| Bélgica (Ultratop flamenca)    | 130            |
| Estados Unidos (Billboard 200) | 74             |
| Reino Unido (UK Albums Chart)  | 70             |

## Historial de lanzamiento
| Región | Fecha                    | Formato                     | Discográfica     | Ref.   |
| ------ | ------------------------ | --------------------------- | ---------------- | ------ |
| Mundo  | 25 de septiembre de 2020 | Descarga digital, streaming | Atlantic Records | [ 11 ] |
| Mundo  | 18 de diciembre de 2020  | Vinilo                      | Atlantic Records | [ 16 ] |